# Правило чётный-нечётный
Правило чётного-нечётного — это алгоритм, реализованный в программном обеспечении для работы с векторной графикой (например, язык PostScript и масштабируемая векторная графика (SVG)), который определяет, как будет заполняться графическая фигура с более чем одним замкнутым контуром. В отличие от алгоритма с ненулевым правилом, этот алгоритм попеременно окрашивает и оставляет неокрашенными фигуры, определяемые вложенными замкнутыми контурами, независимо от их изгиба.
SVG определяет правило чётного-нечётного так:
Это правило определяет «внутренность» точки на холсте, проводя луч из этой точки в бесконечность в любом направлении и подсчитывая количество сегментов контура заданной фигуры, которые пересекает луч. Если это число нечётное, то точка находится внутри. Если — чётное, то точка снаружи.
Это правило в действии можно увидеть во многих программах для работы с векторной графикой (таких как Freehand или Illustrator), где пересечение контура с самим собой приводит к странному заполнению фигур.
На простой кривой правило четного-нечетного сводится к алгоритму решения задачи о принадлежности точки в многоугольнике.
Стандарт векторной компьютерной графики SVG может быть настроен на использование правила чётного-нечётного при рисовании многоугольников, хотя обычно он использует правило ненулевого индекса.

## Реализация
Ниже приведен пример реализации правила чётного-нечётного:
```
def
 
is_point_in_path
(
x
:
 
int
,
 
y
:
 
int
,
 
poly
)
 
->
 
bool
:

    
# Определить, находится ли точка внутри многоугольника.

    
#

    
# Аргументы:

    
#   x -- Координата x точки.

    
#   y -- Координата y точки.

    
#   poly -- список кортежей [(x, y), (x, y), ...]

    
#

    
# Возвращает:

    
#   True, если точка находится внутри контура, на угле или на границе.

    
num
 
=
 
len
(
poly
)

    
j
 
=
 
num
 
-
 
1

    
c
 
=
 
False

    
for
 
i
 
in
 
range
(
num
):

        
if
 
(
x
 
==
 
poly
[
i
][
0
])
 
and
 
(
y
 
==
 
poly
[
i
][
1
]):

            
# точка является углом

            
return
 
True

        
if
 
(
poly
[
i
][
1
]
 
>
 
y
)
 
!=
 
(
poly
[
j
][
1
]
 
>
 
y
):

            
slope
 
=
 
(
x
 
-
 
poly
[
i
][
0
])
 
*
 
(
poly
[
j
][
1
]
 
-
 
poly
[
i
][
1
])
 
-
 
(
poly
[
j
][
0
]
 
-
 
poly
[
i
][
0
])
 
*
 
(
y
 
-
 
poly
[
i
][
1
])

            
if
 
slope
 
==
 
0
:

                
# точка находится на границе

                
return
 
True

            
if
 
(
slope
 
<
 
0
)
 
!=
 
(
poly
[
j
][
1
]
 
<
 
poly
[
i
][
1
]):

                
c
 
=
 
not
 
c

        
j
 
=
 
i

    
return
 
c

```